# 敬成王后
敬成王后（선의왕후，?—1086年）金氏，是高丽王朝顯宗王詢的女兒，也是德宗王欽的王后，母親是元順淑妃金氏。
金氏德宗三年（1033年）二月被德宗納為王后。後來在宣宗三年七月（合1086年）去世，死後謚號敬成，葬質陵，肅宗元年（1095年）六月才祔德宗廟。高麗仁宗十八年四月加謚柔貞，高麗高宗四十年十月又加謚寬肅。全稱柔貞寬肅敬成王后。

## 家族
- 父：高麗顯宗王詢
- 母：元順淑妃金氏
- 夫：高麗德宗王欽